# Waitangi (rivière du district Far North)
Pour les articles homonymes, voir Waitangi.
La rivière Waitangi (anglais : Waitangi River) est un cours d’eau de la région du  Northland de l’île du Nord de la Nouvelle-Zélande. 

## Géographie
Elle s’écoule vers l’est à partir de son origine tout près de la berge nord du lac Omapere, atteignant la Baie des Îles tout près de la zone de historique colonisation britannique de Waitangi.